# Adenanthos sericeus
Az Adenanthos sericeus a próteavirágúak (Proteales) rendjébe, ezen belül a próteafélék (Proteaceae) családjába tartozó faj.

## Előfordulása
Az Adenanthos sericeus előfordulási területe Nyugat-Ausztrália déli partvidéke. Eme növényfaj egész elterjedési területe, csak 500 kilométeres térséget ölel át, de ez nem egységes, mivel ebben körülbelül 300 kilométeres A. sericeus nélküli rés, van, míg egy másik állomány 100 kilométerrel arrább található. Sokszor a tenger mellett nő. Az őshazájában közkedvelt kerti virág. Az ausztráliai Albanyban a fenyő helyett karácsonyfának kezdik használni.

## Alfajai, hibridje
- Adenanthos sericeus subsp. sericeus Labill.
- Adenanthos sericeus subsp. sphalma E. C. Nelson , 1975[1][2][3]

Az Adenanthos × cunninghamii Meisn., az A. sericeus subsp. sericeus és az Adenanthos cuneatus Labill. a természetes hibridje.

## Megjelenése
Körülbelül 5 méter magas kis fa. Az ágai felállók; fiatalon sűrű, rövid szőrzet borítja, a szőrözöttségét korának előrehaladtával elveszti. A levele 40 milliméteres; és addig oszlik, mígnem 5-50 darab, 0,5 milliméter átmérőjűnél kisebb, apró levélkéké válik. Virágai élénk vörösek, de nagyon kicsik; magányosan vagy kiscsoportban nőnek az ágak végén, a hosszabb levelek közé elrejtve. A termése 5 milliméter hosszú, ovális alakú magtermés.

## Életmódja
Ez a cserje vagy kis fa kizárólag a gránitból lemorzsolódott szilícium-dioxidban nő. Ott ahol terem, a leggyakoribb növényfajnak számít. Legfőbb kártevője a Phytophthora cinnamomi nevű peronoszpóra. Egész évben hozhat virágot, azonban az A. sericeus subsp. sphalma általában, csak augusztustól decemberig nyílik.

## Képek

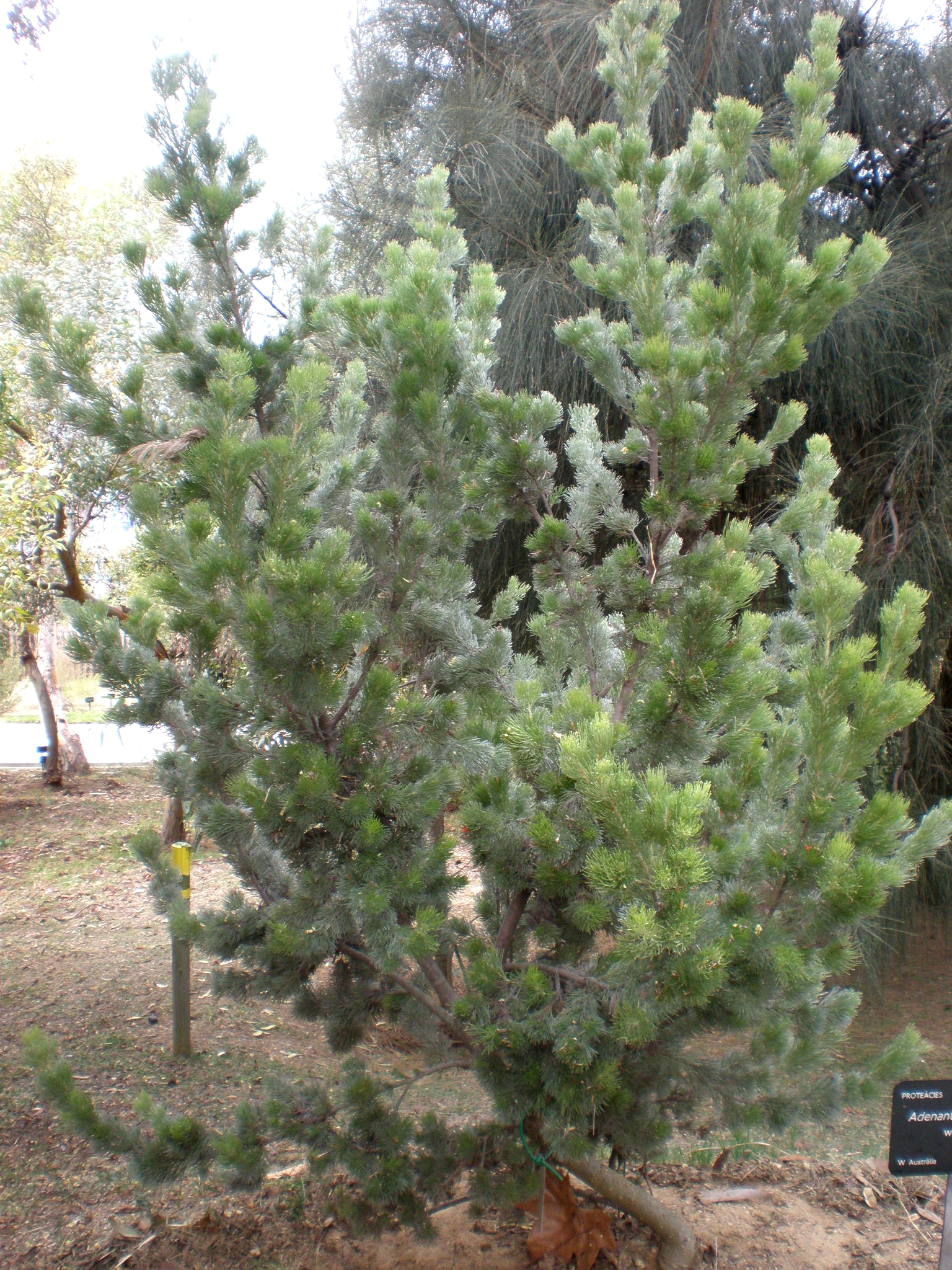
A
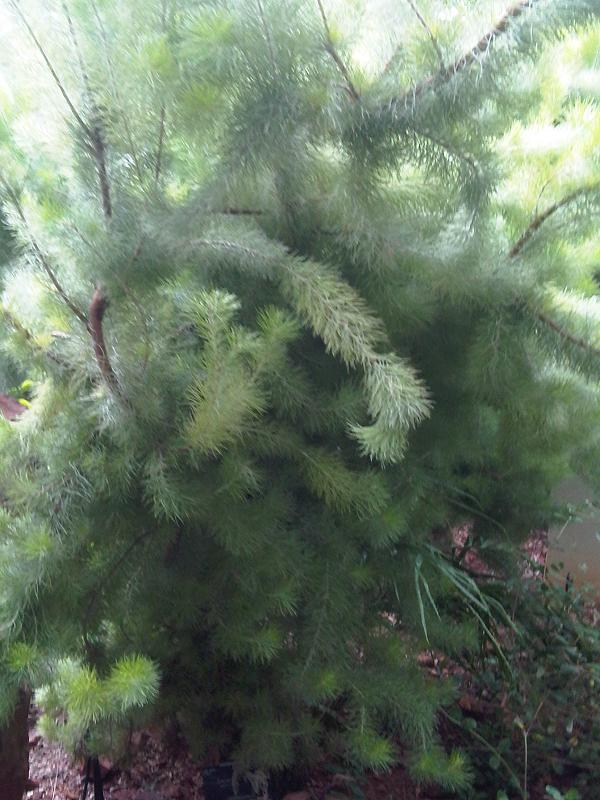
növény
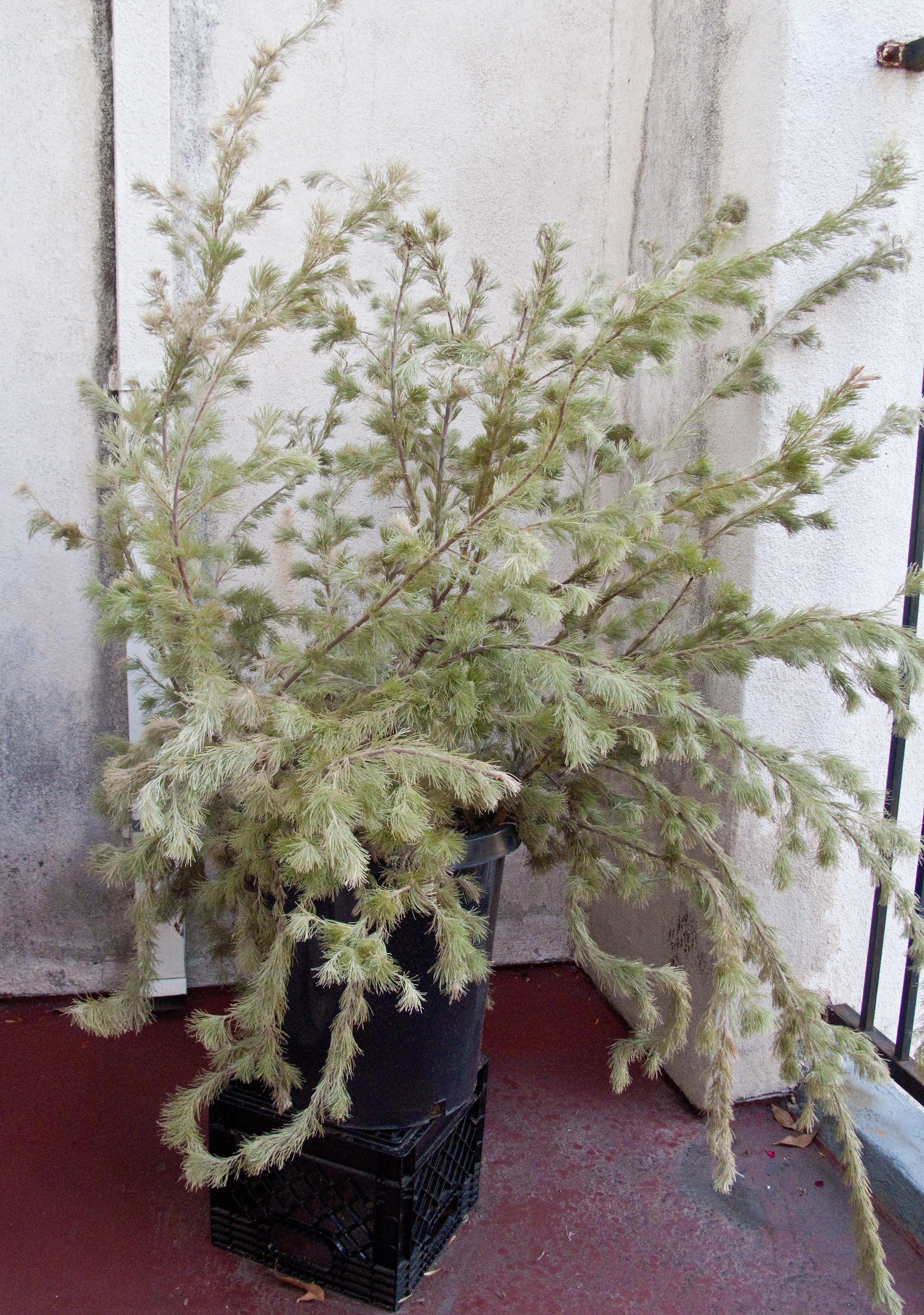
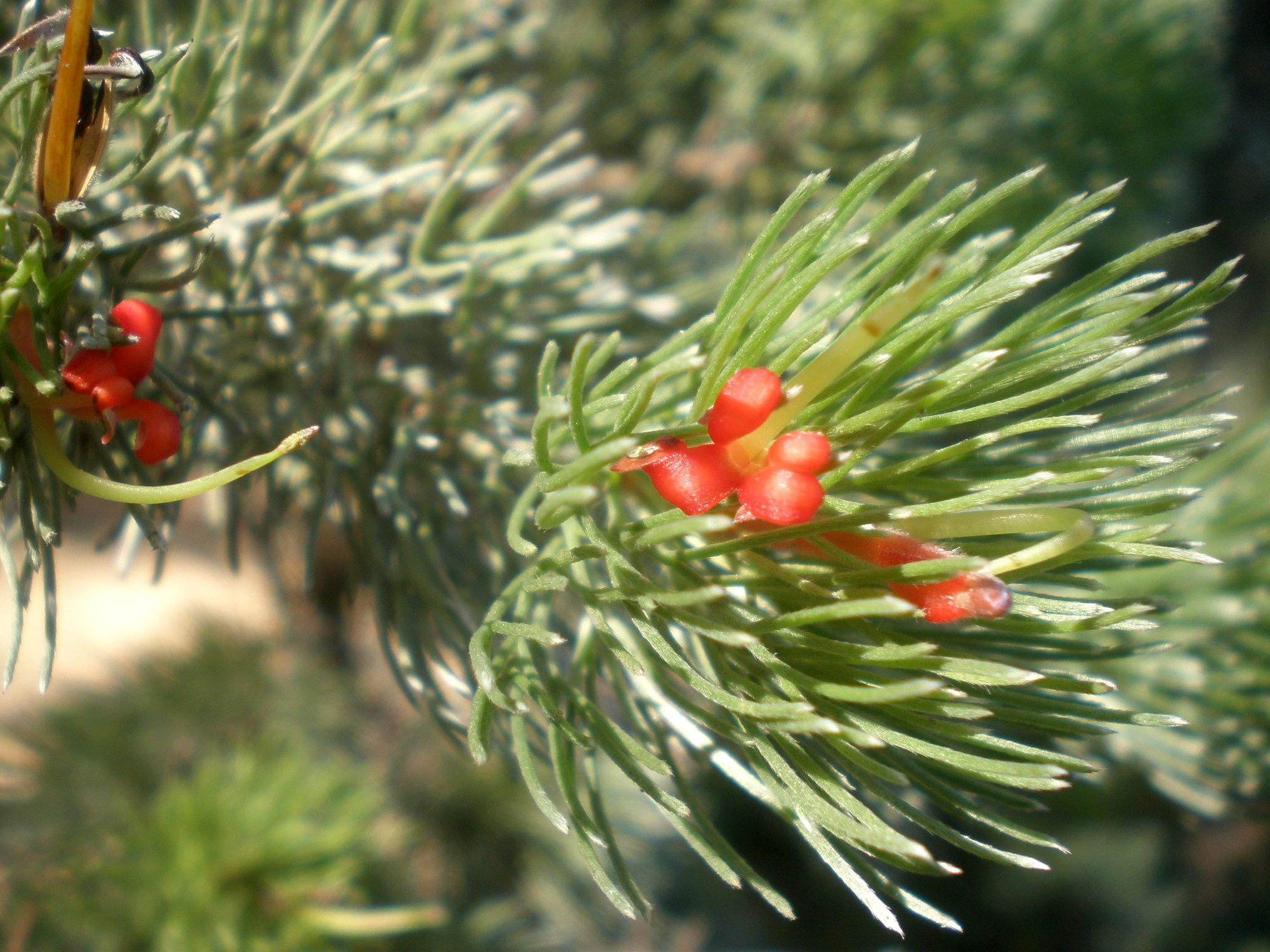
Virágai a levélkék között
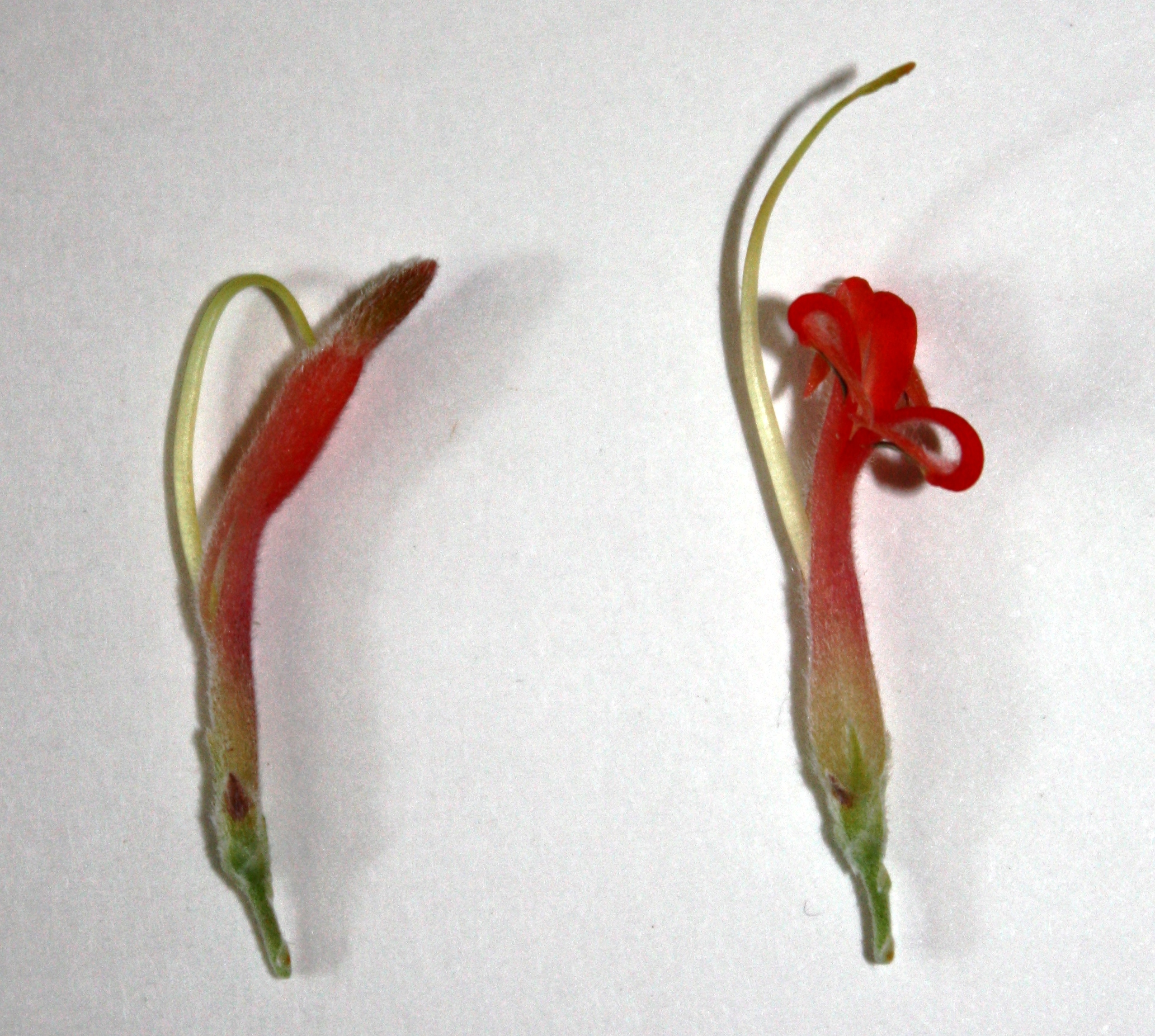
A virágai közelről

### Fordítás
- Ez a szócikk részben vagy egészben  az   Adenanthos sericeus című angol Wikipédia-szócikk ezen változatának fordításán alapul.  Az eredeti cikk szerkesztőit annak laptörténete sorolja fel. Ez a jelzés csupán a megfogalmazás eredetét és a szerzői jogokat jelzi, nem szolgál a cikkben szereplő információk forrásmegjelöléseként.